# سرویلیانو
سرویلیانو (به ایتالیایی: Servigliano) یک کومونه در ایتالیا است که در استان فرمو واقع شده‌است. سرویلیانو ۱۸٫۵ کیلومتر مربع مساحت و ۲٬۳۴۹ نفر جمعیت دارد.

## خواهرخوانده
شهر آسته خواهرخواندهٔ سرویلیانو هست.